# المحرق (السياني)

تعديل مصدري - تعديل

المحرق محلة تابعة لقرية حذذ، التابعة لعزلة الهادس بمديرية السياني إحدى مديريات محافظة إب في الجمهورية اليمنية.، بلغ تعداد سكانها 145 حسب تعداد اليمن لعام 2004.